# Ferreiros de Avões
Ferreiros de Avões es una freguesia portuguesa del concelho de Lamego, con 2,77 km² de superficie y 572 habitantes (2001). Su densidad de población es de 206,5 hab/km².